# Hans Herman Grove

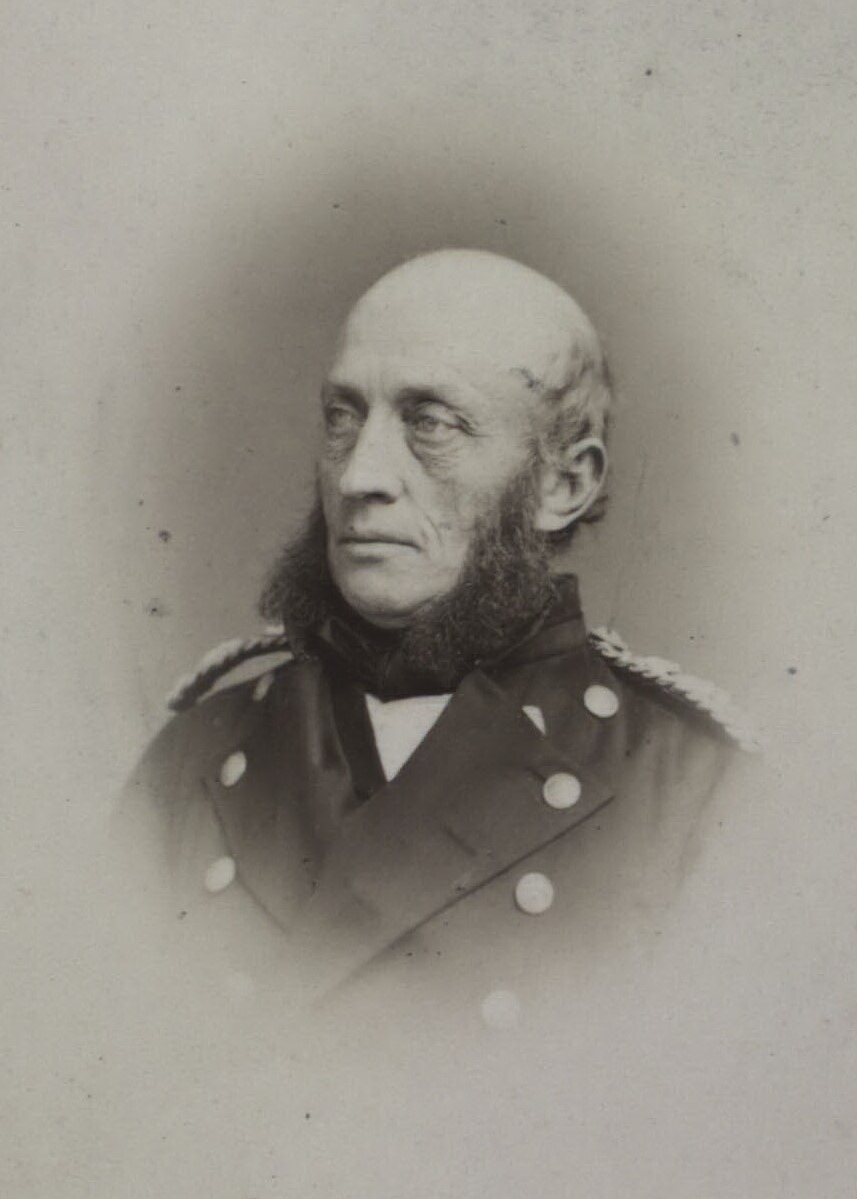
Grove in den 1860er Jahren

Hans Herman Steffen Grove (* 27. Dezember 1814 in Kopenhagen; † 17. August 1866 in Montreux) war ein dänischer Seeoffizier und Marineminister.

## Leben
Groves Vater war der Seeoffizier, zuletzt Kapitän, Johan Christian Grove (1789–1834), seine Mutter war dessen Gattin Wenniche, geborene Garmanri (1792–1849). Am 31. Dezember 1851 heiratete Hans Herman Grove Maren Kirstine Johnsen (1834–1864) in Kopenhagen. Sie war die Tochter des Kaufmanns und Vizekonsuls Peter Johnsen (1786–1850) und dessen Gattin Maren Kirstine, geborene Sonne (1801–1882).
1826 wurde Grove Kadett, 1833 Sekondeleutnant, 1841 Premierleutnant, 1851 Kapitänleutnant, 1861 orlogskaptajn (etwa Fregattenkapitän). Vom 6. November 1865 bis zum 17. August 1866 war er Marineminister im Kabinett Frijs; er wurde von Carl van Dockum abgelöst.

## Auszeichnungen
1848 wurde Grove zum Ritter des Dannebrogordens ernannt, 1862 zum Dannebrogsmand, 1864 zum Kommandeur 2. Grades, 1866 zum Kommandeur 1. Grades.